# G. J. Barrett
Pour les articles homonymes, voir Barrett.
Geoffrey John Barrett, né dans le Norfolk le 23 septembre 1928, et mort le 14 octobre 1999, est un auteur britannique de roman policier, de science-fiction et de western.

## Biographie
Il signe G. J. Barrett une production standardisée de romans de littérature populaire, avec une nette prédilection pour le western.
Sous son patronyme, entre 1968 et 1972, il publie une dizaine de romans policiers, dont plusieurs ont pour héros récurrent l’inspecteur Blessingay, puis, à partir de 1973, une douzaine de récits de science-fiction.  Pour ce dernier genre, il a également recours aux pseudonymes Edward Leighton, Dennis Summers et James Wallace.
Sous le pseudonyme Cole Rickard, il donne quelques thrillers et des westerns, alors que la signature Bill Wade est entièrement réservée à ce dernier genre.

## Œuvre

### Romans signés G. J. Barrett
- Ride Lonesome (1964)
- Return of a Fast Gun (1966)
- Payment in Lead (1968)
- The Evil Ones (1968)
- He Died Twice (1968), en collaboration avec Jeff Blaine
- A Cup That Kills (1969)
- A Hearse for McNally (1969)
- Concerto of Death (1969)
- Guilty Be Damned, (1969) Publié en français sous le titre Un cri dans la tempête, Paris, Librairie des Champs-Élysées, coll. Le Masque no 1130, 1970
- Lonely is the Grave (1969)
- Guns of the Brothers Pike (1970)
- His Own Funeral (1972)
- The Brain of Graphicon (1973)
- The Lost Fleet of Astranides (1974)
- The Tomorrow Stairs (1974)
- City of the First Time (1975)
- Overself (1975)
- The Paradise Zone (1975)
- Slaver from the Stars (1975)
- The Bodysnatchers of Lethe (1976)
- The Night of the Deathship (1976)
- Timeship to Thebes (1976)
- The Hall of the Evolvulus (1977)
- The Other Side of Red (1977)
- Robotria (1977)
- Earth Watch (1978)

### Romans signés Cole Rickard
- The Crumpled Star (1964)
- Hangmen at Thunderhead (1968)
- Sixgun for a Sheriff (1969)
- Blood on the Golden Spur (1970)
- The Renegades of Fury Canyon (1971)
- Bones Under Buzzard Rock (1972)
- Last Man at Lobo Heights (1972)
- The Badman of Black Gulch (1972)
- The Kid from Elderville (1972)
- King of Graftersville (1973)
- Finnegan on the Dodge (1974)
- Funeral at Ferryville (1976)
- The Judas Lot (1976)
- He Rode with Death (1986)
- Night of the Hangman (1986)
- The Grave of San Pedro (1987)
- Dealer Takes All (1987)
- A Gun Against Midnight (1987)
- Die, cowboy - Die! (1988)
- Kidnap in Hunt Valley (1990)
- Ben Casey Was an Outlaw (1991)
- Firewater (1991)
- The Gold of Redwater Creek (1992)
- Riders of the White Hell (1993)
- Red Bounty (1993)
- The Hangman in Black (1995)
- God Damn the Union! (1995)
- Sixgun Venus (1996)
- The Death of Blackjack Magus (1996)
- God Damn the Union (1997)
- Robbers at Pass City (1997)
- Prisoner on Hunter's Ridge (1997)
- The Yankee Hangman (1999)

### Romans signés Edward Leighton
- Out of Earth's Deep (1976)
- Lord of the Lightning (1977)
- A Light from Tomorrow (1977)

### Romans signés Dennis Summers
- Stalker of the Worlds (1976)
- A Madness from Mars (1976)
- The Master of Ghosts (1977)

### Romans signés James Wallace
- A Man from Tommorrow (1976)
- Plague of the Golden Rat (1976)
- The Guardian of Krandor (1977)
- The Robot in the Glass (1977)

### Romans signés Bill Wade
- Fast Gun Meet (1969)
- Gunned Down (1969)
- Killing at Black Notch (1969)
- Hazard at Thunder Range (1969)
- Gun Wolves (1970)
- A Bullet Sped (1970)
- Ride For Revenge (1970)
- Sam Colt and Parson Ford (1970)
- Gun from Prison Hill (1971)
- Stage to Friday (1971)
- Massacre at Mission Point (1972)
- Gunman's Courage (1972)
- Raiders of Glory River (1972)
- Terror at Black Rock (1972)
- Dastardly "Rum Keg" Jones (1973)
- Tombstone Tuck (1973)
- Strong Range (1973)
- Last Town West (1973)
- John Scar and the Sabre Range (1974)
- Canyon of Gold (1974)
- Haunted Prairie (1974)
- Flare Up at Battle Creek (1975)
- Revenge of Kid Billy (1976)
- Horsemen at Black Pass (1983)
- West by Boot Hill (1984)
- They Hanged Jack Kilraine (1984)
- The Last Round-Up (1985)
- Blodd on the Tomahawk (1986)
- Return to Spanish Hill (1986)
- Rancho Blood (1987)
- Cade's Gold (1988)
- The Last Rebel (1988)
- Gallows Bend (1989)
- Guns in Quiet Valley (1990)
- The Bloodstone Herd (1991)
- Colorado Ransom (1992)
- Shadow on the Range (1992)
- Blood Feud (1993)
- Death Man's Loot (1993)
- The Brothers Death (1996)
- Treasure of the Lone Star (1998)

## Sources
- Jacques Baudou et Jean-Jacques Schleret, Le Vrai Visage du Masque, vol. 1, Paris, Futuropolis, 1984, 476 p. (OCLC 311506692), p. 49-50.